# سییو کیبون
سییو کیبون (به ژاپنی: 西洋紀聞 Seiyō Kibun)، یک مطالعه 3 جلدی درباره  جهان غرب توسط سیاستمدار و محقق ژاپنی  آرای هاکوسکی بر اساس گفتگو با مبلغ ایتالیایی  جووانی باتیستا سیدوتی است.